# Sparbarus gilliesi
Sparbarus gilliesi is een haft uit de familie Caenidae. De wetenschappelijke naam van de soort is voor het eerst geldig gepubliceerd in 1991 door Soldán & Landa.
De soort komt voor in het Oriëntaals gebied.